# Another Cinderella Story
Another Cinderella Story è un film del 2008 diretto da Damon Santostefano.
Commedia romantica, il soggetto del film è ispirato alla storia di Cenerentola. I protagonisti sono Selena Gomez e Drew Seeley. È il sequel di A Cinderella Story (2004) ed il prequel di A Cinderella Story: Once Upon a Song (2011).

## Trama
Mary Santiago è una giovane ballerina piena di talento. Orfana di madre, è stata adottata da Dominique, una stagionata pop star nel cui corpo di ballo aveva lavorato la madre di Mary. La donna ha due figlie, Bree e Britt, ma Mary non è benvista dalle sorellastre e l'unica amica che ha è Tamy, un'aspirante stilista. Nella scuola dove studia Mary, torna per terminare gli studi Joey Parker, un giovane cantante. Dominique vorrebbe esibirsi con lui in un duetto, ma il giovane rifiuta.
La scuola organizza un gran ballo in maschera in bianco e nero e la vecchia star vuole impedire alla figliastra di partecipare, facendola rimanere in casa. Ma Mary, aiutata da Tamy, riesce a scappare. Al ballo, lei e Joey ballano insieme un tango coinvolgente. Anche Tamy trova l'amore, nella persona di Dustin, il migliore amico di Joey. Scocca la mezzanotte e Mary deve andarsene per evitare di farsi scoprire da Dominique che, a quell'ora, torna a casa. Fuggendo, la ragazza perde il suo lettore mp3.
Joey, che lo trova, cerca di capire a chi appartenga. E, nonostante Bree e Britt cerchino di ingannarlo, lui scopre che la misteriosa ballerina è proprio Mary. La aiuta a prepararsi per il provino in una prestigiosa scuola di ballo di Manhattan, ma Dominique intercetta una sua telefonata e mente dicendo che Mary si è rotta entrambe le gambe e non potrà partecipare. Anche Natalia, la vecchia ragazza di Joey, organizza una messinscena per ingannare Mary, tesa a dimostrare che Joey sta ancora con lei.
Affranta, Mary trova consolazione solo in Tamy, anche lei sola perché si è lasciata con Dustin. Tamy, però, scopre la menzogna di Natalia e convince Mary a partecipare alla gara di ballo, il cui giudice è proprio Joey: nel corso della gara, i due innamorati si chiariscono e tornano insieme; Mary vince la gara, sbugiardando anche Dominique, così lei e le sue figlie vengono abbandonate, Tamy e Dustin tornano insieme e Mary e Joey partono felici per Manhattan.

## Personaggi
- Mary Santiago: una giovane e dolce ragazza che sogna di fare la ballerina come la sua defunta madre, infatti ha un grande talento per la danza e il canto. Lavora come sguattera per Dominique, che vorrebbe impedirle di realizzare il suo sogno per poter continuare a schiavizzarla. Si innamora di Joey, con il quale si metterà insieme e alla fine andrà a Manhattan con lui per frequentare un'importante scuola di ballo. Interpretata da Selena Gomez e doppiata da Tosawi Piovani.
- Joey Parker: una famosa popstar dal cuore d'oro tornato a scuola per terminare gli studi. Si innamora a prima vista di Mary quando la vede al ballo e balla con lei tutta la sera, finché lei non scappa a mezzanotte. D'allora si affanna per ritrovarla e quando scopre chi è, l'aiuta a prepararsi per l'audizione alla scuola di ballo. Alla fine si mettono insieme e partono felici e contenti per Manhattan. Interpretato Andrew Seeley e doppiato da Renato Novara.
- Tamy: un'aspirante stilista e anche la migliore e unica amica di Mary che cerca sempre di incoraggiare, infatti le crea un abito e la incoraggia a partecipare alla gara di ballo di Joey. Si innamora di Dustin, il migliore amico di Joey con il quale alla fine si mette insieme. Interpretata da Jessica Parker Kennedy.
- Dustin: il migliore amico e anche il manager di Joey, che cerca sempre di incoraggiare. È soprannominato il Fank perché fa sempre il rapper. Si innamora di Tamy e alla fine si mettono insieme. Interpretato da Marcus T. Paulk.
- Dominique Blatt: un'avida popstar stagionata che si crede ancora al top. È la madre adottiva di Mary, la figlia di una sua defunta ballerina, che maltratta e costringe a lavorare per lei come sguattera, inoltre cerca di impedirle di realizzare il suo sogno per continuare a schiavizzarla dicendo bugie, ma alla fine viene scoperta e abbandonata da Mary, rompendosi anche entrambe le gambe. Interpretata da Jane Lynch e doppiata da Loredana Nicosia.
- Bree e Britt Blatt: le figlie gemelle di Dominique e sorellastre di Mary, che umiliano e maltrattano come la madre. Sono cattive e stupide e cercano di attirare l'attenzione di Joey, ma falliscono sempre. Interpretate da Emily Perkins e Katharine Isabelle e doppiate da Federica Valenti e Jolanda Granato.
- Natalia: ex-ragazza di Joey che cerca in tutti i modi di riconquistare. Umilia Mary in ogni modo possibile. È avida, bugiarda e astuta, però è molto brava a ballare e cerca di vincere la gara di ballo di Joey, ma viene battuta da Mary. Interpretata da Nicole LaPlaca.

## Produzione
Il film è stato girato interamente nel gennaio 2008 in Canada.

## Colonna sonora
| Titolo                          | Cantante                  |
| ------------------------------- | ------------------------- |
| Tell Me Something I Don't Know  | Selena Gomez              |
| New Classic                     | Drew Seeley, Selena Gomez |
| Hurry Up And Save Me            | Tiffany Giardina          |
| Just That Girl                  | Drew Seeley               |
| Bang A Drum                     | Selena Gomez              |
| 1st Class Girl                  | Marcus Paulk, Drew Seeley |
| Hold For You                    | Jane Lynch                |
| Valentine's Dance Tango         | The Twins                 |
| No Average Angel                | Tiffany Giardina          |
| Don't Be Shy                    | Lil'JJ                    |
| X-Plain It To My Heart          | Drew Seeley               |
| New Classic (forma alternativa) | Drew Seeley               |
| Another Cinderella Story        | John Paesano              |

## Distribuzione
Il DVD del film è stato distribuito negli USA dalla Warner Bros. il 16 settembre 2008.